# Dandeli
Dandeli är en ort i Indien.   Den ligger i distriktet Uttar Kannada och delstaten Karnataka, i den sydvästra delen av landet, 1 500 km söder om huvudstaden New Delhi. Dandeli ligger 474 meter över havet och antalet invånare är 52 295.
Terrängen runt Dandeli är platt åt nordost, men åt sydväst är den kuperad. Runt Dandeli är det ganska tätbefolkat, med 144 invånare per kvadratkilometer. Dandeli är det största samhället i trakten. I omgivningarna runt Dandeli växer huvudsakligen savannskog.